# Mogoczino
Mogoczino (ros. Могочино) – wieś (sieło) w Rosji, w obwodzie tomskim, w rejonie mołczanowskim. W 2010 liczyła 2564 mieszkańców.